# August Weber (Maler, 1817)

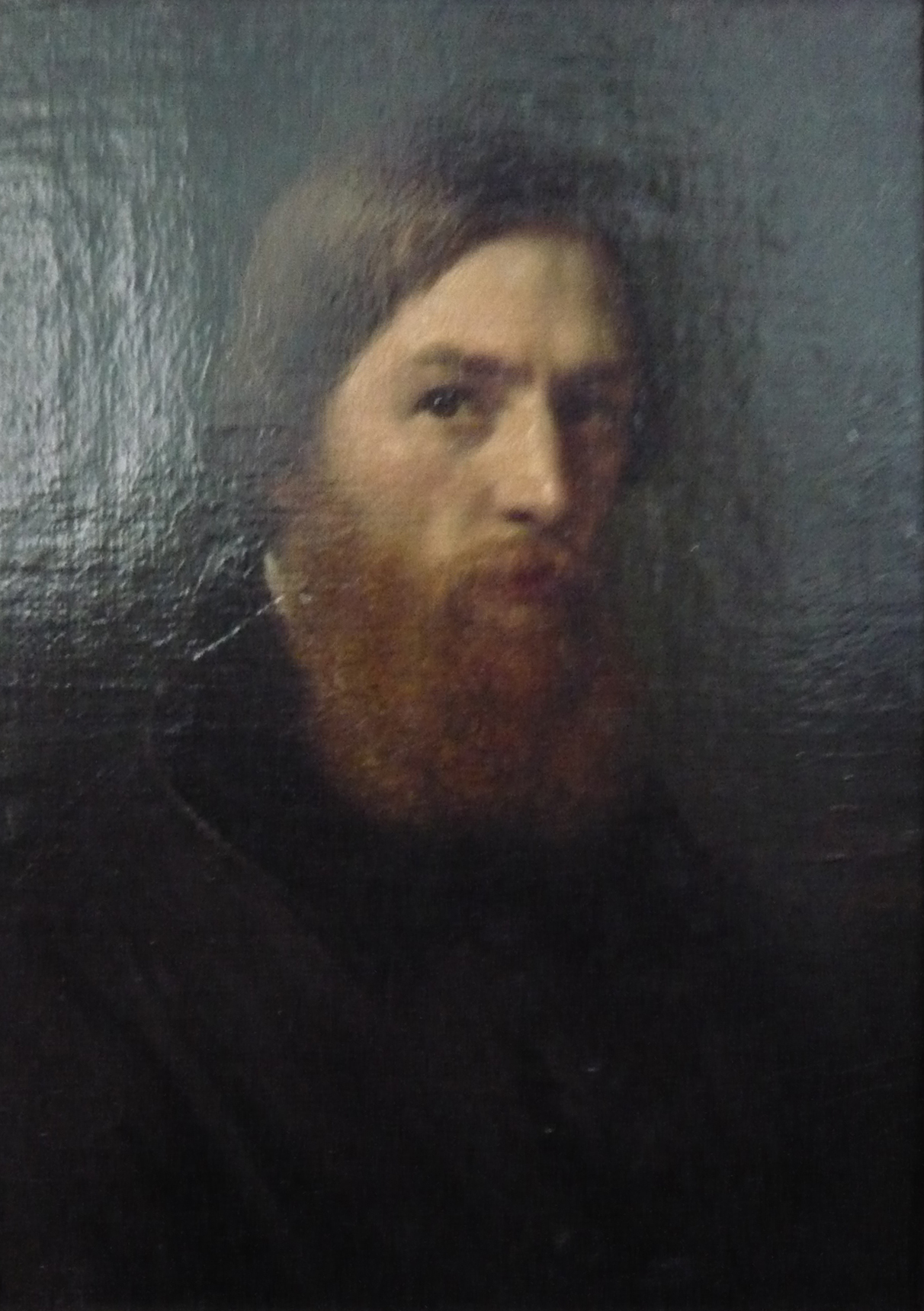
August Weber in der Freundschaftsgalerie von Einzelbildnissen der Düsseldorfer Malerschüler und ihren Freunden von Friedrich Boser

Johann Baptist Wilhelm August Weber (* 10. Januar 1817 in Frankfurt am Main; † 11. September 1873 in Düsseldorf) war ein deutscher Maler der Düsseldorfer Malerschule.

## Leben

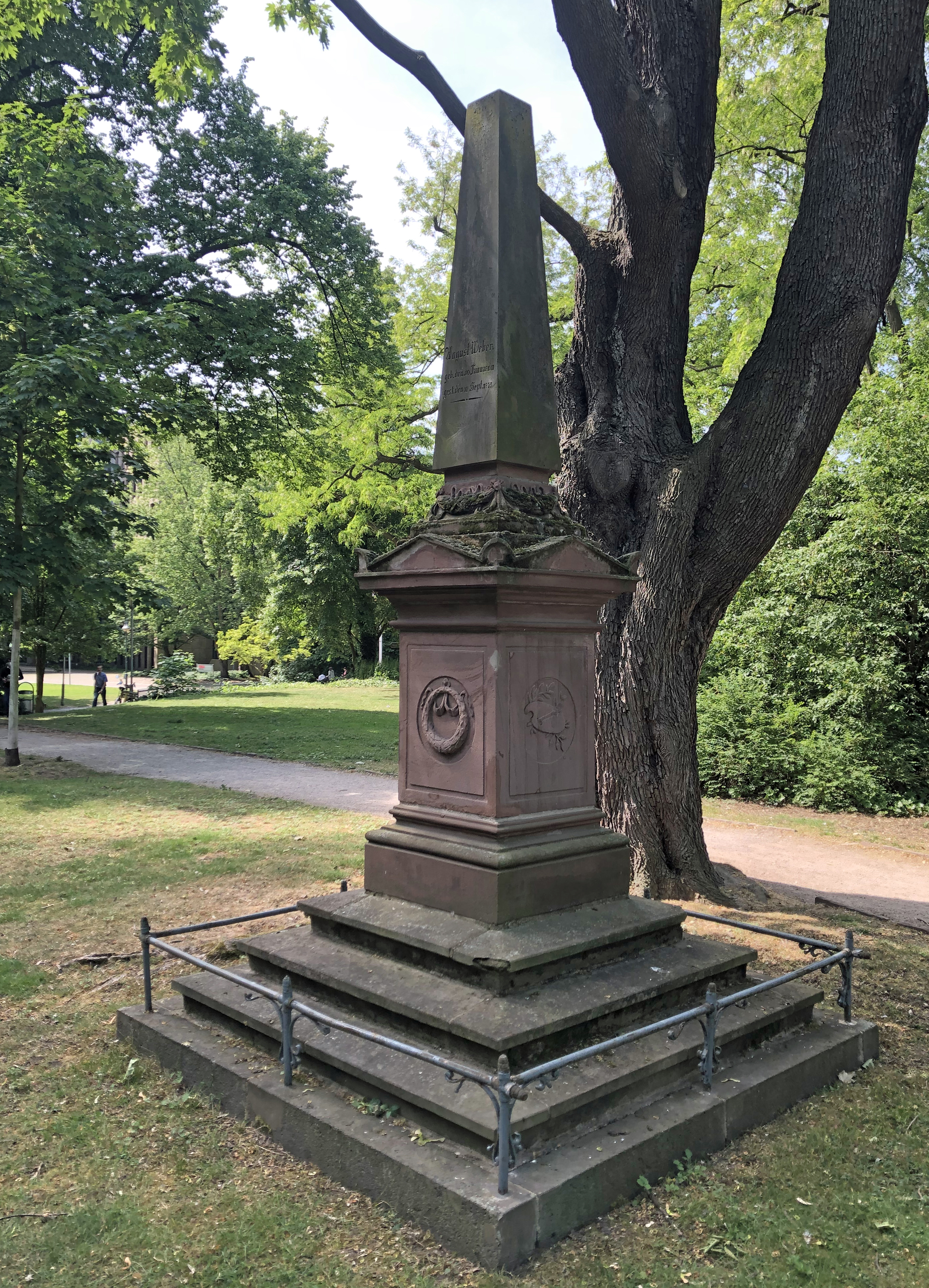
Grabmal August Weber auf dem Golzheimer Friedhof in Düsseldorf, 2020

Weber begann bei dem Frankfurter Maler Heinrich Rosenkranz seine Studien als Landschaftsmaler, die er dann 1835 bei dem Hofmaler Johann Heinrich Schilbach in Darmstadt fortsetzte, mit dem er auch eine Studienreise in die Schweiz unternahm. Von 1836 bis 1838 war er Schüler des Städelschen Instituts in Frankfurt. Im Herbst 1838 zog er nach Düsseldorf, wo er noch ein Jahr die Akademie besuchte, später aber selbst viele Schüler ausbildete, unter anderem Theodor Martens, Otto Odebrecht und John Robinson Tait. Aufgrund des Erfolges seiner privaten Dozententätigkeit wurde er vom König von Preußen zum Professor ernannt. 1858 holte er Jakob Maurer und Anton Burger aus Frankfurt nach Düsseldorf.
1844 war er Mitbegründer des Vereins der Düsseldorfer Künstler und Mitglied des Malkastens. 1863 wurde er Ehrenmitglied der Düsseldorfer Künstler-Liedertafel und 1864 wurde ihm der Ehrenmeistertitel des Freien Deutschen Hochstifts für Wissenschaften, Künste und allgemeine Bildung in Frankfurt zuerkannt. Weber war seit 1844 verheiratet; seine einzige Tochter starb 1857. Von 1871 bis 1872 wurde ihm aufgrund eines Augenleidens das Malen ärztlich verboten, anschließend malte er wieder, er starb jedoch am 11. September 1873 an einer Lungenentzündung.

## Werk
Weber folgte nicht der damals vorherrschenden realistischen Kunst, sondern sah diese als Mittel, Phantasien und poetische Gedanken umzusetzen. Ihm wurde attestiert, sich auf nur zwei geografische Landschaftstypen zu begrenzen (südliche Baumlandschaften und nördliche Heiden) und diese in der Darstellung stark, bis zur Unkenntlichkeit zu verändern. Er gilt neben Johann Wilhelm Schirmer als einer von zwei „Idealisten“ der Düsseldorfer Schule.
Der idealistischen Gesamtwirkung hatten sich alle Effekte und Details unterzuordnen, Ausnahme waren Naturphänomene wie der Mondschein oder die Abendlandschaft. In der Literatur wird er auch als „Mondschein-Weber“ bezeichnet, wohl als Abgrenzung zum jüngeren Frankfurter Zeitgenossen Paul Weber.
Walter Cohen attestierte dem Werk von August Weber eine „spätromantischen Gesinnung“ und eine Inspiration durch Salomon van Ruysdael. Diese Ansicht wird von weiteren Kritikern jedoch nicht geteilt.
Neben Landschaftsgemälden schuf Weber auch Zeichnungen und Aquarelle, ebenso einige Lithografien.

## Werke (Auswahl)

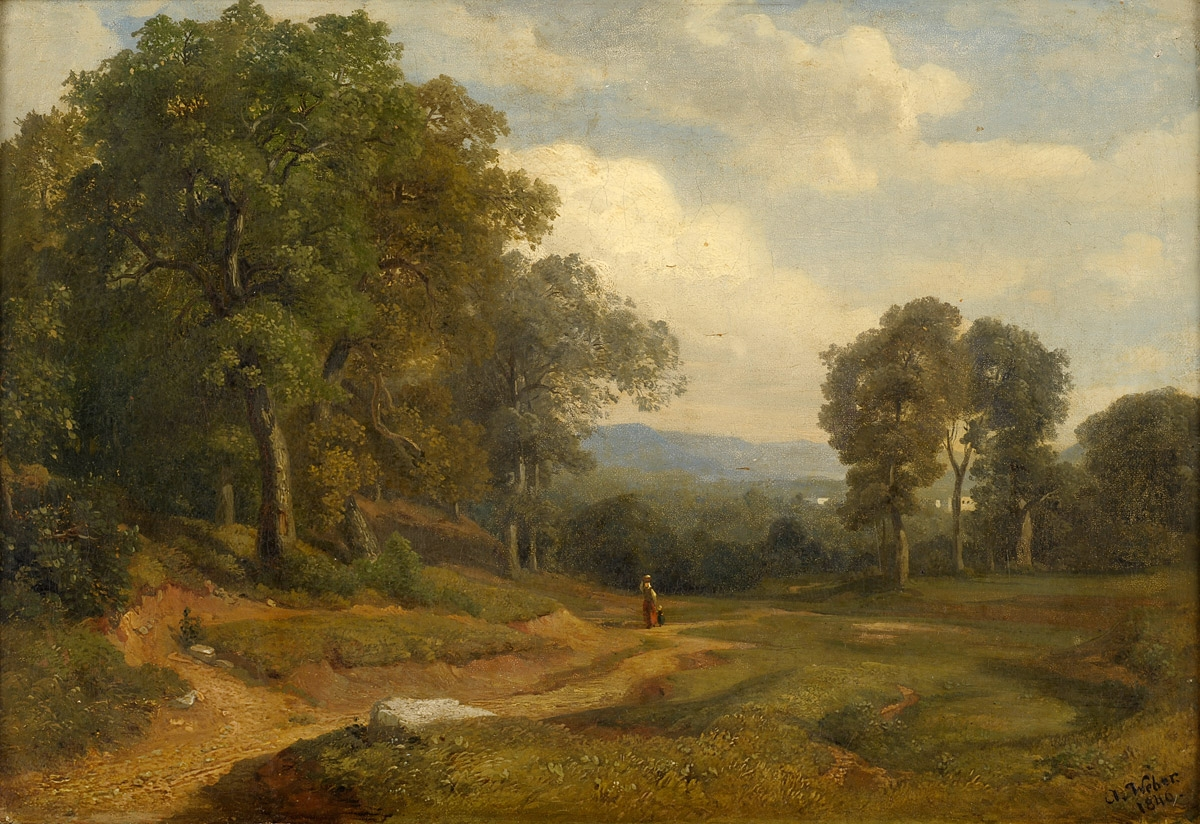
Sommerlandschaft, 1846

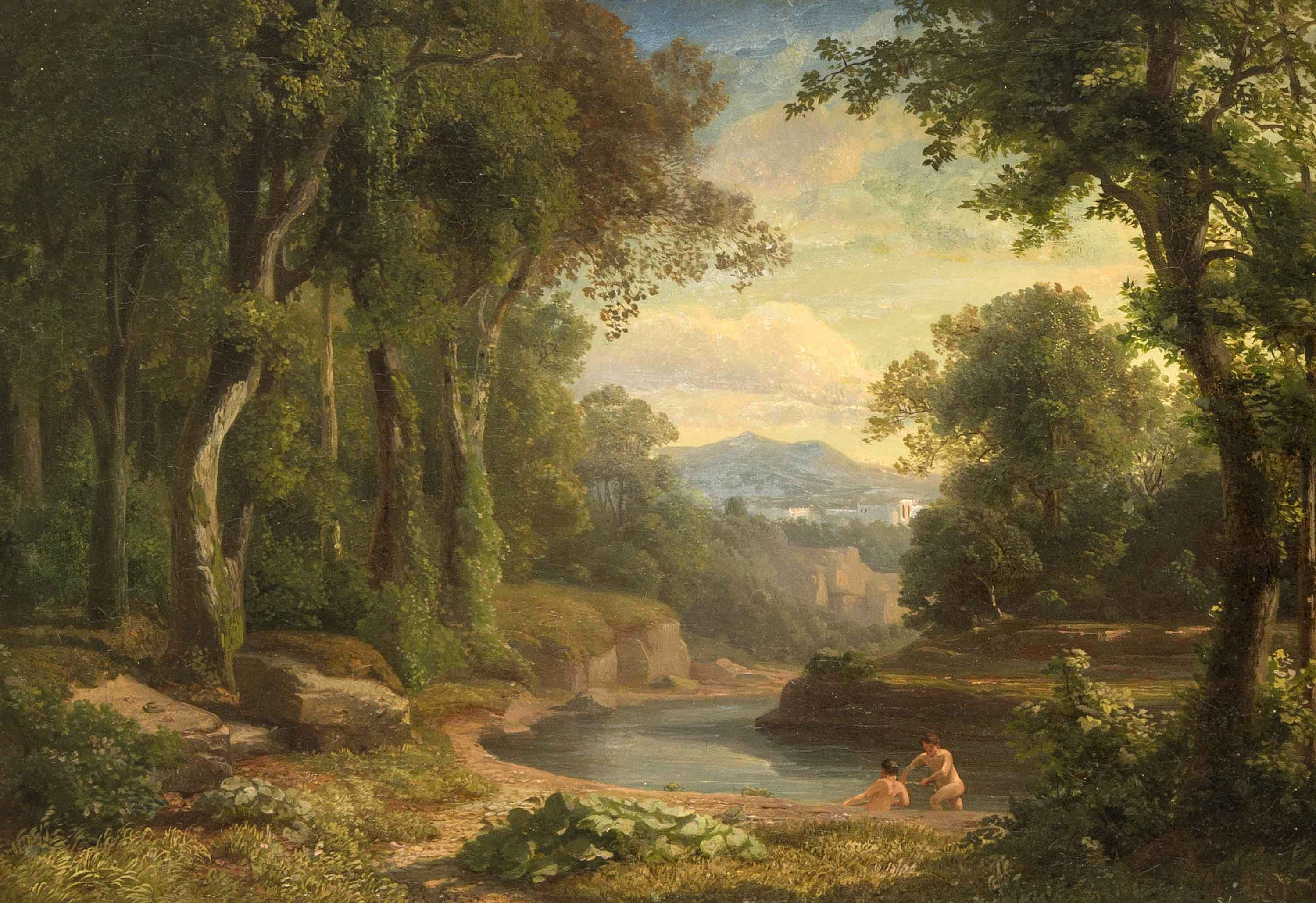
Bewaldete Flusslandschaft

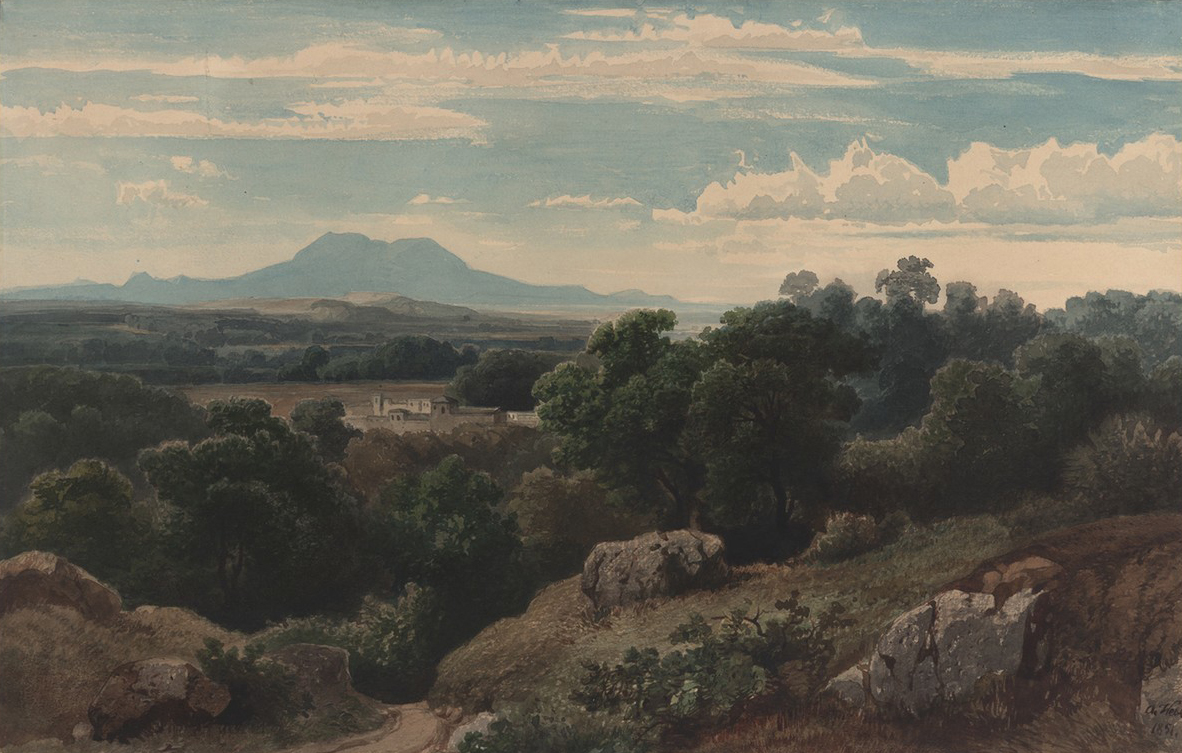
Italienische Landschaft mit Blick auf Capri, Aquarell 1851

### Gemälde
- Abendlandschaft, 1848, 48 × 63 cm, ehemals Sammlung Max Stern
- Waldpartie, 1851, 31 × 42 cm, im Potsdamer Stadtschloss, in der Jahrhundertausstellung deutscher Kunst 1906 gezeigt, ausgeliehen von Hermann Göring – heute verschollen.
- Neuss, 1852, 31 × 46,5 cm, Stadt Neuss
- Abendlandschaft, 1862, 81 × 105 cm, Öl auf Leinwand, ehemals Wallraf-Richartz-Museum, Köln. 1941 verkauft.
- Flusslandschaft, 67,5 × 96,5 cm, Privatbesitz, Öl auf Leinwand
- Waldlandschaft, 55,6 × 46,7 cm, Germanisches Nationalmuseum, Nürnberg
- Westfälische Landschaft, 110 × 158 cm, (Gebirgslandschaft mit See) Öl auf Leinwand
- Bewaldetes Flussufer, 33,5 × 52,5 cm, ehemals Sammlung Boguslaw Jolles, später Michael Berolzheimer
- Mondscheinlandschaft, 46 × 61 cm Museum der bildenden Künste, Leipzig

Tageszeiten

Der Werkzyklus „Tageszeiten“ war eine Auftragsarbeit für den König von Preußen und bestand aus vier Gemälden (Morgen, Mittag, Abend und Nacht/Mondscheinlandschaft) in den Maßen 110 × 157 cm, war Eigentum der Stiftung der Preußischen Schlösser und befand sich ab 1924 als Leihgabe im Reichsministerium für Ernährung und Landwirtschaft. Alle vier Gemälde verschwanden in den Kriegswirren und gelten als verschollen.

### Aquarelle
- Italienische Landschaft mit Blick auf Capri, 1851, 22,1 × 34,45 cm, Aquarell auf Papier, Wallraf-Richartz-Museum
- Flusslandschaft, 1856, 23,7 × 36 cm, Aquarell auf Papier, Stiftung Sammlung Volmer

### Illustrationen
- In: Sammlung von Original-Radirungen Düsseldorfer Künstler. Schulgen, Düsseldorf 1850 urn:nbn:de:hbz:061:2-721.

Das Werk von August Weber ist stark durch den Zweiten Weltkrieg dezimiert worden, so gelten Werke aus Museen in Danzig und Königsberg ebenso als verschollen, wie einige aus Berlin oder Westdeutschland oder von jüdischen Sammlern. Viele auf dem Kunstmarkt angebotenen Werke sind nicht von diesem August Weber, sondern von einem gleichnamigen Schweizer Künstler (1898–1957), ein anderer gleichnamiger Künstler (1846–1928) war unternehmerisch als Pensionswirt auf Capri tätig.

## Literatur

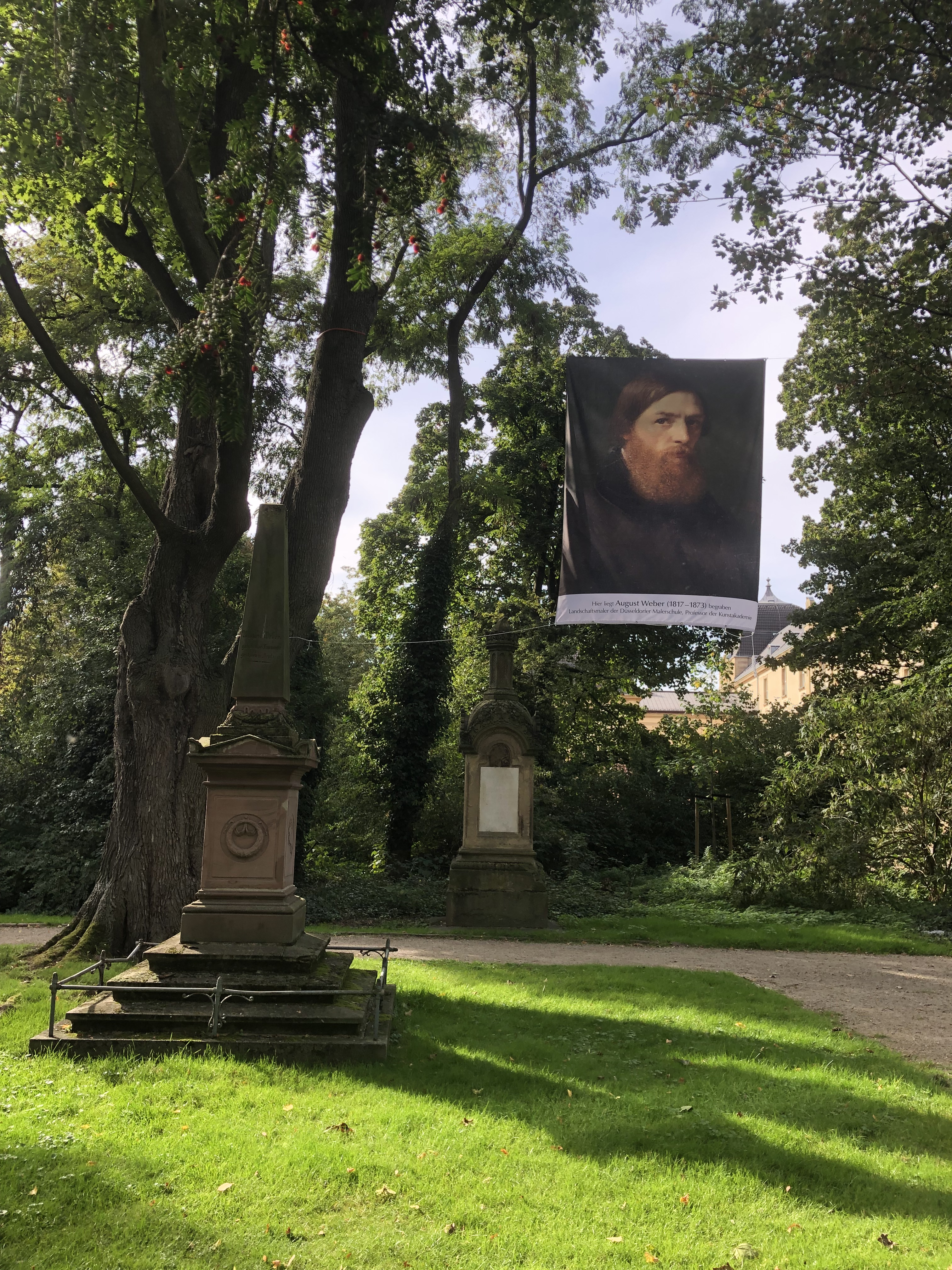
Erinnerungsaktion an Webers Grabstätte auf dem Golzheimer Friedhof, 2023